# Дёпель, Георг Роберт
Георг Роберт Дёпель (нем. Georg Robert Döpel, 3 декабря 1895, Нойштадт (Саксония) — 2 декабря 1982, Ильменау) — немецкий физик-ядерщик.
Был членом так называемого «Первого Уранового Общества». Работал вместе с Вернером Гайзенбергом в Лейпцигском университете. В 1945 году был захвачен НКВД и работал в СССР в атомной программе.

## Биография

### Образование
С 1919 по 1924 год Дёпель проходил обучение в Лейпцигском университете, Йенском университете имени Фридриха Шиллера и в Мюнхенском университете Людвига-Максимилиана. В Мюнхенском университете в 1924 году он защитил диссертацию под руководством Нобелевского лауреата по физике Вильгельма Вина.

### Работа в СССР
Профессор Р. Дёпель работал в знаменитом сейчас «Плутониевом институте» (НИИ-9, ныне ВНИИ неорганических материалов имени А. А. Бочвара), где создал аппаратуру для измерений кинетики ядерных взрывов.

При институте организованы лаборатории и для немецких специалистов. Здесь работают:

группа профессора Доппеля в составе: профессора Доппеля, участвовавшего в работе Гейзенберга по конструированию котла уран — тяжелая вода в Геттингене и Лейпциге; инженера-физика Ми; кандидата технических наук Колесникова и инженера-химика Хоцкевича.

Профессору Доппелю и его группе поручены разработка методов измерения кинетики взрыва атомной бомбы и разработка соответствующих измерительных приборов.

Для профессора Доппеля в НИИ-9 оборудовано необходимое лабораторное помещение. В связи с окончанием подготовки лаборатории в распоряжение Доппеля дополнительно предоставляются 9 немецких специалистов из числа военнопленных, из них 3 доктора с высшим образованием и 6 квалифицированных мастеров…— Из отчета И. В. Курчатова, Б. Л. Ванникова и М. Г. Первухина на имя И. В. Сталина «О состоянии работ по проблеме использования атомной энергии за 1945-1946 годы» (23 декабря 1946 г. Сов. секретно, Особая папка)
С 1952 по 1957 гг. — профессор, заведующий кафедрой экспериментальной и ядерной физики Воронежского университета.

### Возвращение в Германию
Возвратился в Германию в 1957 году, получил место профессора электротехники, стал директором института прикладной физики в Электротехнической высшей школе в Ильменау.

## Семья
Жена, Клара Дёпель, помогала ему в работе. В 1945 году она погибла во время налёта авиации.

## Публикации
Отчеты для служебного пользования в ходе работы в «Урановом обществе»:
- Robert Döpel, K. Döpel, and Werner Heisenberg. «Bestimmung der Diffusionslänge thermischer Neutronen in Präparat» 38[22] (5 December 1940). G-22.
- Robert Döpel, K. Döpel, and Werner Heisenberg. «Bestimmung der Diffusionslänge thermischer Neutronen in schwerem Wasser» (7 August 1940). G-23.
- Robert Döpel, K. Döpel, and Werner Heisenberg. «Versuche mit Schichtenanordnungen von D2O und 38» (28 October 1941). G-75.
- Robert Döpel. «Bericht über Unfälle beim Umgang mit Uranmetall» (9 July 1942). G-135.
- Robert Döpel, K. Döpel, and Werner Heisenberg. «Der experimentelle Nachweis der effektiven Neutronenvermehrung in einem Kugel-Schichten-System aus D2O und Uran-Metall» (July 1942). G-136.
- Robert Döpel, K. Döpel, and Werner Heisenberg. «Die Neutronenvermehrung in einem D2O-38-Metallschichtensystem» (March 1942). G-373.

Монография:
- Robert Döpel. Kanalstrahlröhren als Ionenquellen (Akademie-Verlag, 1958).